# Veritas (winkel)
Veritas is een Belgische retailer die textielwaren en mode-artikelen verkoopt. De keten ontstond in 1892 en telt anno 2019 129 winkels in België en Luxemburg. De hoofdzetel is gevestigd in Kontich. Het bedrijf heeft ongeveer 900 werknemers.

## Geschiedenis

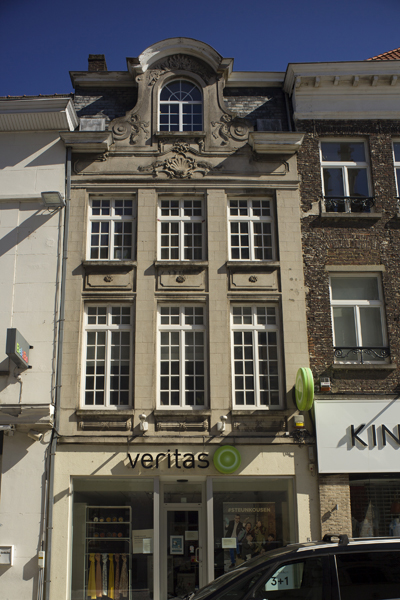
Winkel in Oudenaarde (2020)

## Geschiedenis[2]

### 1892-1929: beginjaren
In 1892 nam Jean-Baptiste Leestmans een winkel over in de Lange Beeldekensstraat te Antwerpen en startte een groothandel in naai- en breigerief, genaamd "In den Jood". In 1898 nam zijn toen 18-jarige zoon Felix Leestmans de familiezaak over. Er volgde vrijwel meteen een gestage groei en in 1906 opende een tweede winkel de deuren, in de Kleine Beerstraat in de Antwerpse wijk Zurenborg. Tegen het jaar 1913 telde Veritas vijf winkels, alle gerund door de kinderen van Jean-Baptiste Leestmans.
Na de uitbraak van de Eerste Wereldoorlog in 1914 vluchtte de familie Leestmans korte tijd naar Nederland, maar ze keerde terug nadat ze te horen had gekregen dat de winkels in België werden geplunderd.
In 1919 reisde Felix Leestmans per boot naar de Verenigde Staten om inspiratie op te doen en voorraden in te slaan. Het bedrijf kende succes met die aanpak: de Amerikaanse waren sloegen aan en in 1924 opende Veritas negen nieuwe winkels. De naam "Veritas" (Latijn voor "waarheid") werd in 1922 gelanceerd.

### 1930-1959: expansie
Onder leiding van Henri de Jong groeide de keten gestaag verder in de jaren 1930 en bekleedde ze een pioniersrol. Veritas bood als eerste winkel in België een combinatie van naaigerei, mode-accessoires en beenbekleding aan.
Vanaf de jaren 1940 ging Veritas een samenwerking aan met knopenfabriek Galunica en bracht het haar eigen knopen op de markt.

### 1960-1979: positionering als merk
Tijdens de economische heropleving van de jaren 1960 kende het consumentisme een grote groei. In 1968 opende met het Woluwe Shopping Center het eerste winkelcentrum van België, waarin Veritas nog steeds een winkel heeft.
Onder leiding van Bob Leestmans werd beslist dat Veritas een uniform logo moest krijgen. Vanaf 1979 prijkte een gele knop op alle winkels.

### 1980-2001: hervorming bedrijf
In de jaren 1980 werd de overgang van familiebedrijf naar moderne onderneming voortgezet: familieleden verlieten de zaak en werden vervangen door externe directeurs. Tot dan moesten nieuwe vestigingen steeds in handen zijn van de families Leestmans, Van Opstal of aangetrouwde familieleden of vertrouwelingen. In 1992 verhuisde de hoofdzetel van Berchem naar Kontich. Veritas had het echter zeer moeilijk door de concurrentie van goedkope modeketens.

### 2002-2013: omschakeling naar Verihold
In 2002 werd de samenwerkingscoöperatie ingeruild voor een nieuwe bedrijfsvorm: een kapitaalstructuur onder de noemer Verihold. De zeven verschillende Veritas-families werden aandeelhouder, Marc Peeters werd gedelegeerd bestuurder. Peeters kwam in de zaak door zijn huwelijk met een dochter van een van de families: Annie Bouwen, uitbaatster van vijf winkels. Verigroup werd het bedrijf dat drie NV's overkoepelt: Verihold, de holding die op haar beurt de andere twee NV's overkoepelt, Veriac (aankoop en logistiek) en Veritas (retailzaken).
In 2005 werd opnieuw gekozen voor een nieuw logo: de gele knop werd vervangen door een limoengroene schijf. Tegelijk werd de slogan "Maak het verschil" gelanceerd.

### 2014-2018: buitenlandse expansie
In 2014 nam Ine Verhaert de rol van ceo over van Marc Peeters. Het doel van verdere bedrijfsuitbreiding kon enkel nog in het buitenland gezocht worden. Om dat te kunnen realiseren was vers kapitaal nodig. Daarom verkochten de families het grootste deel van hun aandelen en het Belgisch-Luxemburgs investeringsfonds Indufin kocht 60% van de aandelen. De families behielden 30% en het topmanagement 10%. In 2015 opende de keten haar eerste winkel in Duitsland, in 2016 volgde Frankrijk. De uitbreiding verliep echter moeilijker dan ingeschat. De omzet daalde van € 113 miljoen in 2014 naar € 91,6 miljoen in 2016. CEO Ine Verhaert werd dan ook ontslagen in mei 2017. Ze werd opgevolgd door Ulrik Vercruysse.
In 2017 vierde de keten haar 125-jarig bestaan met een jubileumcampagne.

### 2019: Franse en Duitse winkels sluiten
In januari 2019 kondigt Veritas aan om de Franse en Duitse winkels te sluiten. Verder werd ook aangekondigd dat ze op zoek gaan naar een nieuwe financiële partner.
In 2019 werd Veritas overgenomen door CIM Capital, met o.a. Marc Van Hool.
Eind 2024 vond een aandeelhouderswissel plaats. CIM Capital stapte uit en verkocht zijn belang aan een groep van tientallen ondernemers-investeerders. De bekendste zijn Anthony en Gregory De Clerck (Dovesco), maar ook Walter Van Gastel (tuincentra), Jozef Delcroix (autobanden Deldo), Roger Anné (Aminolabs) en Luk Busschop (kantoormeubilair Bulo). Ze worden gecoördineerd door het fusie- en overnamehuis SDM. Drie historische eigenaars bleven aan boord. Het gaat om de Hubo-eigenaars Erwin Van Osta en Carl Liekens en de ex-tuincentrumeigenaar Walter Van Gastel. 

### 2025: Veritas trekt zich terug uit Nederland
De drie winkels in Breda, Maastricht en Den Bosch gingen begin in alle stilte dicht.

## Filialen
In maart 2019 had Veritas 127 filialen, als volgt verspreid:
- België: 121 winkels
- Luxemburg: 6 winkels

## Onderscheidingen
Veritas won in 2008 en 2011 de award voor "Retailer van het Jaar" in België. In de categorie "mode-accessoires" won Veritas in 2018 al voor het vijfde jaar op rij als beste winkelketen.